# 扎坦娜
扎坦娜·扎塔拉（又译为扎塔娜·扎塔拉）是一個位於DC漫畫宇宙的虛構超級英雄人物。由作家加德纳·福克斯和藝術家墨菲·安德森創作，扎坦娜最早出現在《鷹俠》vol. 1 #4（1964年10月-11月）。《Comics Buyer's Guide》將她排名在100位最性感女性漫畫人物表中名列第四。

## 人物
扎坦娜是魔術師喬瓦尼·扎塔拉（出現在黃金時代）和辛德拉（Sindella）的女兒，是神祕的魔法家族一員。她的少年表弟扎卡里·扎塔拉也是DCU的魔術師。她在之前的舞台魔術師工作中發現了自己的魔法能力。後來她在朱利葉斯·施瓦茨刊登在由編輯多個標題的故事情節的主題中調查失蹤的父親。扎坦娜原始服饰是源自她的父亲，不同的是她和黑金丝雀一样用各式絲襪、褲襪和网袜搭配長靴或高跟鞋來代替长裤。她穿插了蝙蝠俠和羅賓、鷹俠和鷹女俠（《鷹俠》Vol. 1 #4，1964年11月）、原子俠（《原子俠》#19，1965年5月）、綠光戰警（《綠燈俠》Vol. 2 #42，1966年1月）、伸縮人（《偵探漫畫》#355，1966年9月）。最後在該系列的《美國正義聯盟》#51（1967年2月）。最後在之前正義聯盟成員的幫助下終於找到了父親。《美國正義聯盟》#161（1978年12月），因扎坦娜協助了美國正義聯盟便此加入成為了其成員。在她任職期間，她的力量減少了，這樣她只能控制土、氣、火、水四種元素，這限制在《世上最佳組合漫畫》#277（1982年3月）當中被逆轉。
在2004年的限期連載《身分危機》（Identity Crisis）中，正義聯盟的敵人光博士非禮了伸縮人的妻子Sue Dibny。當他被正義聯盟等人捉住後，光博士威脅了JLA成員的家庭。為了不讓他繼續胡作非為，原子俠雷·帕爾默支持用扎坦娜的魔法消除他的記憶，而綠箭俠、黑金絲雀和哈爾反對。由於扎坦娜對光博士所施的法術，最後造成他智商降低的副作用。在施法期間，蝙蝠俠出現並試圖阻止，而扎坦娜凍住了他，並使在場成員決定刪除蝙蝠俠對此事件的記憶。之後蝙蝠俠靠著推理得知了自己被刪除記憶的事後與扎坦娜決裂，直到後來兩人不得不聯手調查某起事件時，扎坦娜被小丑偷襲重傷，蝙蝠俠擊退小丑後兩人才又和好。
在新52中，她是黑暗正義聯盟的主要角色之一。

## 能力
在DC宇宙中，扎坦娜的能力顯然是來自於她家族的最強大的女巫基因。以及向她的父親學習到的技術，她通常會經由說出咒語來施放法術。在白銀時代，像黑金絲雀一樣，扎坦娜有需要依賴自己的聲音的弱點，因此常常導致她被束縛和塞住嘴巴。在極罕見的情況下，如在因嚴重的物理防止她說話等情況，扎坦娜能透過自己的血液來施法，用來作為最後的手段。就像她醫治自己被子彈弄傷的喉嚨時，唯一有用的咒語為「Heal me」，而她就以自己的血液拼寫了「laeH em」。
當她使用魔法過度時也會逐漸對身體造成壓力，與其他魔法使用者一樣，唯一能使力量恢復的方法只有長時間的休息。
和善於此道的上都夫人一樣，扎坦娜證明了自己能夠利用塔羅牌洞察或占卜。這能力不需要使用咒語，且也不是依賴於一個特定的塔羅牌。

## 其他媒體

### 電視

#### 电视动画
- DC動畫宇宙
  - 《蝙蝠俠：動畫系列》：由茱莉·布朗配音。
  - 《高譚女孩》：由史黛西·蘭道爾配音。
  - 《未來蝙蝠俠》：於「Out of the Past」該集中登場。在年老蝙蝠俠的電腦照片中出現。
  - 《無限正義聯盟》：由珍妮佛·海爾及茱麗葉·蘭道配音。
- 《蝙蝠俠智勇悍將》：由珍妮佛 ·海爾配音。
- 《少年正義聯盟》：由萊西·察伯特配音。在該動畫中扎坦娜以青少年的身分登場，且為「團隊」成員之一。第二季加入正義聯盟離開小隊。
- 《Mad》：由泰拉·史壯配音
- 《機器雞：DC漫畫特輯》
- 《正義聯盟出擊》：由萊西·察伯特配音。
- 《DC超級英雄女孩 (電視動畫)》

#### 电视剧
- 《超人前传》：於第8季第17集及第9季第12集中登場，由赛琳达·斯旺飾演。

### 電影
- 《正義聯盟：兩面夾擊》：為地球3的罪惡聯盟的成員，為登場的次要角色之一。
- 《黑暗正義聯盟》：由卡蜜拉·魯丁頓（英语：Camilla Luddington）配音。[3]
- 阿提米絲與神力女孩、扎坦娜和火星小姐作為電視觀眾一起出現於《史酷比：格鬥狂熱迷》[4][5]。

### 電子遊戲
- 《正義聯盟英雄》：由卡莉·瓦格林配音。
- 《DC 宇宙 Online》：為遊戲中的非玩家角色，由克萊兒·漢密爾頓配音。
- 《樂高蝙蝠俠2：DC超級英雄》：由卡莉·瓦格林配音。[6]
- 《少年正義聯盟：遺產》：由萊西·察伯特配音。

## 外部連結
- Zatanna's secret origin （页面存档备份，存于） on DC Comics.com
- Zatanna （页面存档备份，存于） at the DC Database Project
- 大漫画资料库上的页面：Zatanna
- 漫画书数据库：Zatanna